# Valeriu - Lazar Sandulescu
Valeriu Lazăr Săndulescu también conocido como Valerio y Leliu Săndulescu (Bârlad, 15 de mayo de 1940-Madrid, 13 de enero de 2005) fue un actor, escenógrafo y director de teatro de origen rumano y nacionalizado español. Conocido por sus colaboraciones con el director de cine Andrei Blaier en Casa neterminată (La Casa inacabada, 1964), y The Adventures of Tom Sawyer (1968), así como obras de teatro en diversas compañías rumanas en las décadas de 1970 y 1980 y compañías españolas a partir de mediados del año 1980.[cita requerida]

## Biografía
Durante la expansión de la denominada «Revolución joven» de 1985 a 1987 dirigió diversas obras en el ya destruido estadio Cenáculo Flacăra. En 1979, ya en España, crea el grupo de «Teatro-estudio» que, con apoyo del Ministerio de Cultura y el Cabildo Insular de Gran Canaria, se transformará en la primera compañía de teatro estable de Las Palmas de Gran Canaria.
En 1982, irá a Madrid para dirigir el Teatro-estudio JAR, centro de preparación teatral para después en 1988 empezar los talleres de interpretación del Círculo de Bellas Artes. Siendo conocido entonces por su frase «el actor es personalidad» pasando por sus manos reconocidos actores del panorama actual.
Ya en 1989 pasará a dirigir los cursos de interpretación de las escuelas de preparación de la filial española Warner Films y Filmayer Video y será representante teatral de compañías de teatro rumanas en España a partir de 1992 donde también destacará la traducción de obras de teatro rumanas al español.
En el plano académico siempre creyó en la formación pura del actor teatral. Sus mayores contribuciones se encuentran en la cocreación del Aula de Teatro con cursos de interpretación y dirección escénica en la Universidad de La Laguna a través del Vicerrectorado de Extensión Universitaria (1990), la compañía teatral Teatro-estudio de las Palmas de Gran Canaria —última intervención en 1991—, en el Corral de comedias de Almagro en Ciudad Real (1994-1995), la filiación con la Universidad de Alcalá de Madrid a través del Vicerrectorado de Extensión Universitaria y Relaciones Internacionales colaborando en la fundación de T.U.A.H. (1997) y diversos colegios como el Sagrado Corazón o Juan Alcaide así como la Real Escuela Superior de Arte Dramático y Danza.
Murió en 2005, víctima de una enfermedad larga y tediosa que en los últimos años le impidió ejercer actividad obligándole a permanecer en reposo.

## Obras interpretadas (selección)
- Don Juan (papel: Guzmán) de Molière, El diablo en Boston de Lion Feuchtwanger y Vilegiatura (Los veraneantes) de Carlo Goldoni en Teatrul de Stat (Constanza, Rumania) de 1966 a 1968.
- Balul Hoților (El baile de los ladrones) (papel: Hector) de Jean Anouilh, en Teatrul Tineretului (Piatra Neamț, Rumania) de 1970-1971.
- Fata bună din Cer (La chica buena del cielo) de Corneliu Leu (1974), Teatrul Dramatic (Pitești, Rumania) de 1971-1977.

## Obras dirigidas
Nunta (La boda) de Nikolái Gógol, Nu puneți Dragostea la Încercare (No se someta a prueba de amor) de Basilio Locatelli e Inundația (La inundación) de Teodor Mazilu (1968-1970) en el Teatro del Norte de Satu Mare, (Rumania), con la obtención de varios premios nacionales de teatro. El baile de los ladrones de Jean Anouilh y Arca bunei Speranțe (El arca de la buena esperanza), (papel: Jaffet), de Ion Dezideriu Sârbu (1971) en el Teatro de Juventud de Piatra Neamț (Rumania), La chica buena del cielo (1974), Teatrul Dramatic (Pitești, Rumania).
Los títeres de Cachiporra de Federico García Lorca, Testigos de Tadeusz Różewicz y Catarsis de creación original (temporada 1979-1980). Compañía de Teatro estable de Las Palmas de Gran Canaria. La última cinta de Samuel Beckett (1981). Convenio de Asociación Club de Prensa Madrid. Adaptación de El barbero de Siberia de Gioachino Rossini (temporada 1985). Compañía de Teatro estable de Las Palmas de Gran Canaria. Noche de epifanía de William Shakespeare (1986). Compañía de Teatro estable de Las Palmas de Gran Canaria. Manda a tu madrea a Sevilla de José de Lucio. Fundación Teatro Casa de la Virgen. Delirio a dúo de Eugène Ionesco (temporada 1994). Corral de Comedias de Almagro.

## Películas
La Casa inacabada dirigida por Andrei Blaier en 1964, —invitado en el Festival Internacional de Cine de Gijón (1985). Las aventuras de Tom Sawyer (1968) dirigida por Mihai Iacob, Wolfgang Liebeneiner. Harap Alb dirigida por Ion Popescu Gopo en 1965. Meandre dirigida por Ion Popescu Gopo en 1967. Toate Pînzele sus, una de las más largas serie de la historia de la televisión rumana con casi ocho años (1972-1980).

## Medios de comunicación
- Diálogos sobre la Juventud (1963-1965). Radio Clásica FM.
- Antena Joven (1963-1965). Programa semana. Televisión Canarias.